# Шевченко Борис

Шевченко Борис (нар. 21 травня 1896 ? — 13 грудня 1966 р.) — сотник Армії УНР. Лицар Залізного хреста.

## Життєпис
Народився 21 травня 1896 року. Командир 1-ї чоти кінної сотні 2-го Запорозького полку, командир 1-ї сотні Окремого кінного партизанського дивізіону ім. П. Болбочана.
Військове звання — сотник Армії УНР.
Учасник Першого зимового походу. Лицар Ордену Залізного Хреста.
Помер 13 грудня 1966 року, у Чикаго, США.